# Josefine Hirner
Josef(ph)ine Hirner (* 26. Januar 1893 in Innsbruck als Josefine Sick; † 1976 in Lindau) war eine bayerische Politikerin und Hebamme.
Josefine Hirner kandidierte bei den Stadtratswahlen am 12. Juni 1919 in Lindau auf der Liste der SPD und wurde auch gewählt. Sie war die erste Stadträtin Lindaus und somit auch eine der ersten Stadträtinnen Bayerns. Frauen durften nach der Novemberrevolution erstmals kandidieren.
Sie gehörte den folgenden Ausschüssen an: Gesundheitswesen, Elektrizitäts- und Gaswerke, Bauausschuss, Krankenhausausschuss, Wohnungsausschuss, Armenpflegeschaftsrat und Gemeindewaisenrat.
Nach ihr wurde in Lindau eine Straße benannt.